# Asteras Amaliadas-Panopoulo FC
El Asteras Amaliadas-Panopoulo FC es un equipo de fútbol de Grecia que juega en la Gamma Ethniki, la cuarta división de fútbol en el país.

## Historia
Fue fundado en el año 1947 en el poblado de Amaliada en la región de Elis con el nombre White Aster hasta que en 1962 se fusiona con el Ethnikos Amaliada y nace el Korivos; y para 1967 cambian su nombre por el que tiene actualmente.
Es uno de los equipos más ganadores de la región de Elis al contar con decenas de títulos de liga y copa de la región, incluyendo varias apariciones en la Gamma Ethniki, pero fue hasta la temporada 2017/18 que consigue el ascenso a la Beta Ethniki por primera vez en su historia.

## Palmarés
- Gamma Ethniki: 1

2017–18
- Elis FCA: 12

1971-72, 1973-74, 1976-77, 1979-80, 1987-88, 1994-95, 1996-97, 1999-00, 2006-07, 2009-10, 2014-15, 2015-16
- Elis FCA Cup: 14

1983-84, 1985-86, 1990-91, 1994-95, 1997-98, 1998-99, 1999-00, 2000-01, 2001-02, 2002-03, 2003-04, 2009-10, 2014-15, 2017-18